# Fairbury (Illinois)
Fairbury je grad u američkoj saveznoj državi Ilinois. Prema popisu stanovništva iz 2010. u njemu je živjelo 3.757 stanovnika.